# Haute Cour de Nouvelle-Zélande

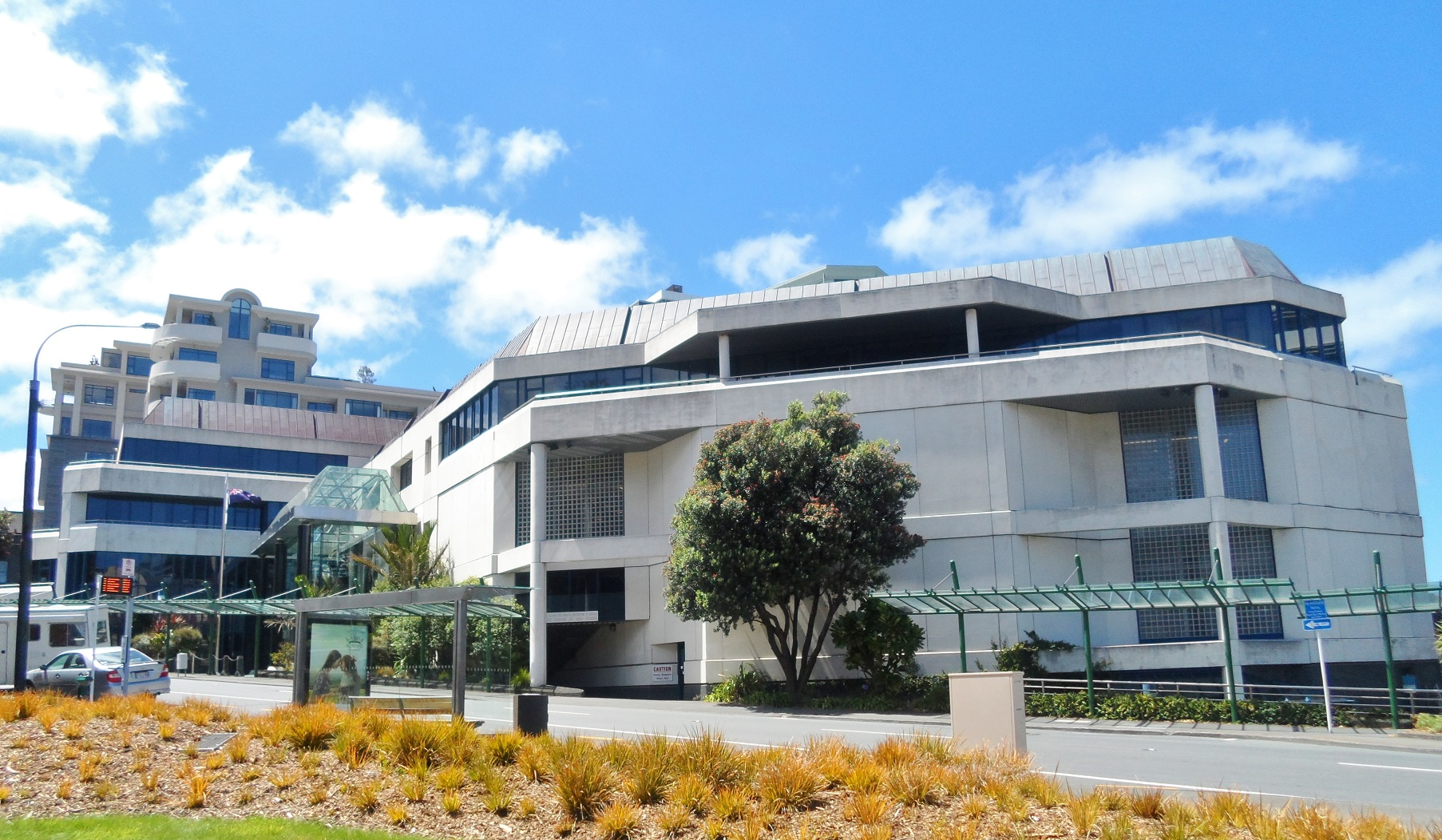
La Cour Suprême de Wellington en 2015.

La Haute Cour de Nouvelle-Zélande (en anglais : High Court of New Zealand ; en maori de Nouvelle-Zélande : Te Kōti Matua o Aotearoa) est une cour supérieure établie en 1841. Elle s'appelait à l'origine « Cour suprême de la Nouvelle-Zélande », mais a été renommée en 1980  pour permettre la nomination d'une nouvelle Cour suprême de la Nouvelle-Zélande qui s'est réunie pour la première fois en 2004. 
La Haute Cour a la compétence générale et la responsabilité de l'administration de la justice partout en Nouvelle-Zélande en vertu de la Senior Courts Act 2016, ainsi que des High Court Rules 2016. Sa compétence s'étend aux affaires pénales et civiles et concerne les affaires en première instance ou en appel d'autres tribunaux et de certains tribunaux.

## Composition et lieux
La Haute Cour comprend le Chief Justice de la Nouvelle-Zélande (qui est à la tête de la magistrature) et jusqu'à 55 autres juges (qui comprennent les juges de la Cour suprême et de la Cour d'appel). Le chef administratif du tribunal est connu sous le nom de juge en chef de la Cour suprême.  Les juges associés de la Haute Cour (anciennement Maîtres) supervisent les procédures préliminaires de la Cour dans la plupart des procédures civiles et sont compétents pour traiter les demandes en référé, les liquidations d'entreprises, les procédures de faillite et autres types de procédures civiles. 
Les juges de la Haute Cour et les juges adjoints sont basés à Auckland, Wellington et Christchurch, mais se rendent également à Whangarei, Hamilton, Rotorua, Tauranga, Gisborne, New Plymouth, Napier, Whanganui, Palmerston North, Nelson, Blenheim, Greymouth, Timaru, Dunedin et Invercargill. La Cour a également un greffe à Masterton. 

## Compétences

### Affaires pénales
La Haute Cour traite des types d'infractions pénales les plus graves qui dépassent la compétence du tribunal de district.  Il traite de toutes les infractions de catégorie 4, y compris le meurtre, l'homicide involontaire et la trahison , ainsi que de toute autre infraction où l'accusé est susceptible d'être condamné à la réclusion à perpétuité ou à la détention provisoire. Un juge de la Haute Cour peut ordonner qu'une infraction grave "de protocole" de catégories 2 et 3, telle qu'une blessure grave intentionnelle, un enlèvement ou une agression sexuelle sur mineur, soit transférée du Tribunal de district à la Haute Cour pour y être jugée.  La plupart des affaires sont jugées par un juge et un jury, mais peuvent parfois être jugées par un juge unique. 

### Affaires civiles
En règle générale, la Cour ne traite que des actions civiles dépassant la compétence du tribunal de district ou d’autres cours et tribunaux, y compris dans les cas où le montant en litige dépasse 350 000 dollars ou dans lesquels des questions particulièrement complexes sont en jeu. Cette juridiction comprend les affaires concernant l'amirauté, le droit des sociétés, la faillite, l'administration des successions et des fiducies, le transfert de propriété, l'évaluation des terres et de nombreux autres domaines. 

### Fonction d'appel
Les décisions du tribunal de district (à l'exception des procès devant jury), du tribunal de la famille, du tribunal pour la jeunesse et du tribunal de l' environnement, ainsi que de nombreux tribunaux administratifs et organes de contrôle, sont susceptibles de recours. 

## Relation avec les tribunaux australiens
La loi de 2010 sur les procédures transtasmaniennes (NZ), la loi de 2010 sur les procédures transtasmaniennes (Australie)[réf. nécessaire] et les règles de la Haute Cour de 2016 simplifient le processus de règlement des procédures civiles comportant un élément transtasmanien. Les lois couvrent de nombreuses questions, notamment la signification des décisions, les mesures provisoires, les audiences à distance et l'exécution des décisions des tribunaux de l'autre pays.